# Huanusco
Huanusco (em náhuatl: ahunochco), que significa lugar de cacto com espinhos, é um município localizado ao sul do estado de Zacatecas, no México, em uma região denominada Cañón de Juchipila. Suas coordenadas são 102° 58' de longitude oeste e 21° 46' de latitude norte. A elevação média do município é de 1500 metros acima do nível do mar, estendendo-se, assim, por uma área de 368 quilômetros quadrados. Limita-se, a oeste, com a Sierra Morones e, a nordeste, com a Sierra Fría. A sudeste, encontram-se os sopés da serra de Tlachichila, que fazem parte da Sierra Madre Occidental.